# Kevin McCarthy
Kevin Owen McCarthy (sinh ngày 26 tháng 1 năm 1965) là một chính trị gia người Mỹ. Ông  là Chủ tịch Hạ viện Hoa Kỳ từ ngày 7 tháng 1 năm 2023 đến ngày 4 tháng 10 năm 2023 . Là thành viên của Đảng Cộng hòa, trước đây ông từng là Lãnh đạo phe thiểu số tại Hạ viện từ năm 2019 đến 2023 và là Lãnh đạo đa số tại Hạ viện từ năm 2014 đến 2019 dưới thời Chủ tịch Hạ viện John Boehner và Paul Ryan. Ông được bầu vào Hạ viện lần đầu tiên vào năm 2006 và hiện đang đại diện cho khu vực bầu cử số 23 của tiểu bang California.
McCarthy sinh ra ở thành phố Bakersfield, California. Ông theo học tại Đại học Bang California tại Bakersfield và tham gia làm lính cứu hỏa trong thời gian học đại học. Ông từng là chủ tịch của tổ chức Thanh niên Cộng hòa tại California và Liên đoàn Thanh niên Cộng hòa Quốc gia, một tổ chức thanh niên của Đảng Cộng hòa. Ông là dân biểu trong Hạ viện Tiểu bang California từ năm 2002 đến năm 2006, và là lãnh đạo phe thiểu số từ năm 2004 đến năm 2006. Năm 2006, ông được bầu vào Quốc hội Hoa Kỳ. McCarthy được bầu vào vị trí Phó Chánh văn phòng Đảng Cộng hòa từ năm 2009 đến năm 2011. Khi đảng Cộng hòa nắm quyền kiểm soát Hạ viện vào năm 2011, ông đã trở thành người nắm quyền đa số từ năm 2011 đến tháng 8 năm 2014, khi ông được bầu làm lãnh đạo phe đa số để thay thế cho Hạ nghị sĩ Eric Cantor sắp mãn nhiệm.
Sau khi đảng Dân chủ dần ghế đa số của đảng Cộng hòa sau cuộc bầu cử giữa kỳ năm 2018 và Chủ tịch Hạ viện Paul Ryan nghỉ hưu, McCarthy được bầu làm Lãnh đạo phe thiểu số vào tháng 1 năm 2019. Ông trở thành đảng viên Cộng hòa đầu tiên từ tiểu bang California giữ chức vụ này. McCarthy là người kiên định bảo vệ và ủng hộ cho cựu tổng thống Donald Trump. Sau khi Joe Biden giành chiến thắng trong cuộc bầu cử tổng thống năm 2020, McCarthy đã ủng hộ việc Trump phủ nhận chiến thắng của Biden và tham gia vào các nỗ lực lật ngược kết quả bầu cử. Sau khi đám đông ủng hộ Trump tấn công Quốc hội Hoa Kỳ trong vụ bạo loạn tại Điện Capitol Hoa Kỳ vào ngày 6 tháng 1 năm 2021, ông McCarthy đã lên án người biểu tình và đổ lỗi cho Trump vì kích động cuộc bạo động; ông nói rằng cuộc bầu cử năm 2020 thực chất là hợp pháp. Tuy nhiên không lâu sau thì ông McCarthy đã rút lại những bình luận này và hòa giải với Trump.
Trong cuộc bầu cử Hạ viện năm 2022, ông đã lãnh đạo Đảng Cộng hòa giành được đa số ghế, tuy nhiên với một khoảng cách phiếu rất hẹp so với đảng Dân chủ. Sau đó, ông được Đảng Cộng hòa đề cử vào vị trí Chủ tịch Hạ viện nhưng phải đến 15 lần bỏ phiếu thì ông mới thắng cử. Đây là lần đầu tiên Chủ tịch Hạ viện không được bầu trong lần bỏ phiếu đầu tiên kể từ năm 1923 và là lần đầu tiên cuộc bầu cử chủ tịch phải trải qua hơn 9 lần bỏ phiếu kể từ năm 1859.